# 駒草出版
駒草出版（こまくさしゅっぱん）とは、日本の出版社である株式会社ダンクが2008年から運営する、出版事業部の屋号。
2005年以前までは旧「駒草出版株式会社」が運営を行っていた。その後、有限会社ダンクに事業を引き継ぎ、有限会社ダンクの出版部と合併し新たに設立した「駒草出版株式会社」が2008年までこれを運営していた。
この項では、駒草出版（株式会社ダンクと併記して）について記す。

## 沿革
ここでは「株式会社ダンク」との沿革について主に記す。
- 1994年（平成6年）6月9日 - 有限会社ダンクを設立。全国展開する大型スーパーD折込チラシ制作における進行と編集、校正を受け持ち開始。
- 2000年（平成12年）9月 - ダンクが出版部を立ち上げ、南青山に事務所を設立。
- 2002年（平成14年）6月6日 - ダンクが有限会社東京ヒップを設立。
- 2005年（平成17年）2月 - 駒草出版株式会社の事業を引き継ぎ、ダンクの出版部と合併し、新生「駒草出版株式会社」を設立。
- 2006年（平成18年）- ダンクが株式会社アベニーダを設立。
- 2008年（平成20年）8月 - 有限会社ダンクが株式会社に商号変更し、駒草出版株式会社を吸収合併。出版部がダンク出版事業部となり、「駒草出版」の名前を屋号として継承。有限会社東京ヒップが株式会社に商号変更。
- 2013年（平成25年）10月 - 株式会社東京ヒップが株式会社アベニーダを吸収合併。
- 2019年（平成31年・令和元年）7月 - さっぽろサテライトオフィスを札幌に開設。
- 2023年（令和5年）5月 - 株式会社ダンクが株式会社東京ヒップを吸収合併。

## 漫画単行本
主にSF漫画を展開している。以下は主な発行著者。
- 粟岳高弘 - 『ぬむもさんとんぽぬくん』『取水塔』他
- 八木ナガハル - 『人類圏』『無限大の日々』他
- 佐藤明機 - 『リプライズ』『パラダイスバード・クロニクル』他
- 西島大介 - 『世界の終わりの魔法使い 完全版』他
- タカノ綾 - 『ゼリゐ文明の書』他
- 秋重学 - 『春機発動期』他
- ふくやまけいこ - 『エリス＆アメリア ゼリービーンズ 』他
- 水島ライカ - 『シオンの庭』他

## 主な発行物
書籍
- 『ミステリーな仏像』『神木探偵』『異界神社』（著者:本田不二雄）- 駒草出版の三部作として好評を博した。
- 『ラーニング・ザ・タロット』（著者:ジョアン・バニング、翻訳:伊泉龍一）- 12刷（2024年10月現在）
- 『48手ヨガ』（著者:鈴木まり）- 11刷（2024年10月現在）
- 『数秘術完全マスター・ガイド』（著者:伊泉龍一・斎木サヤカ）- 10刷（2024年10月現在）
- 『数秘術の世界』（著者:伊泉龍一・早田みず紀）- 9刷（2024年10月現在）
- 『マカロンタロットで学ぶタロット占い』（著者:加藤マカロン、監修:ラクシュミー ）- 7刷（2024年10月現在）
- 『「東京DEEP案内」が選ぶ　首都圏住みたくない街』（著者:逢阪 まさよし・DEEP案内編集部）- 6刷（2024年10月現在）
- 『リーディング・ザ・タロット』（著者:伊泉龍一・ジューン澁澤）- 5刷（2024年10月現在）
- 『野宿に生きる、人と動物』（著者:なかのまきこ）- 4刷（2024年10月現在）
- 『西洋手相術の世界』（著者:伊泉龍一・ジューン澁澤）- 4刷（2024年10月現在）
- 『テイキング・ストック』（著者:ピーター・バラカン）- 4刷（2024年10月現在）
- 『くたばれ竹中平蔵論』（著者:藤澤昌一）- 4刷（2024年10月現在）
- 『ルノルマン・カードの世界』（著者:伊泉龍一・桜野カレン）- 3刷（2024年10月現在）
- 『心の駅伝』（著者:田中克人）- 3刷（2024年10月現在）
- 『ナイツ午前九時の時事漫才』（著者:TBSラジオ『土曜ワイドラジオTOKYOナイツのちゃきちゃき大放送』 編）- 2刷（2024年10月現在）
- 『生活が踊る歌』（著者:高橋芳朗）- 2刷（2024年10月現在）
- 『僕が恋した日本茶のこと』（著者:ブレケル・オスカル）- 2刷（2024年10月現在）
- 『妹になってしまった私の母さん』（著者:高玉多美子、日記:鴨崎節子）- 2刷（2024年10月現在）
- 『殺人犯を裁けますか？』（著者:田中克人）- 2刷（2024年10月現在）

主な書籍シリーズ一覧
- 『新・歴史人物伝』シリーズ（著者:小栗康平・前田英樹）- 7巻（2024年10月現在）
- 『少年たちの未来』シリーズ（著者:横川和夫）- 6巻（2024年10月現在）
- 『小栗康平コレクション』シリーズ（著者:小栗康平・前田英樹）- 5巻と別巻1冊（2024年10月現在）

## 文芸
駒草出版文芸シリーズ
- 『さよなら【駒草出版文芸シリーズ・2】』（著者:鈴木隆行）
- 『月天心【駒草出版文芸シリーズ・1】』（著者:吉田和正）